# 朱徳

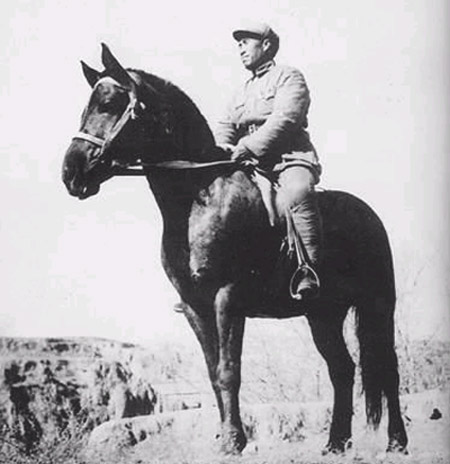
乗馬姿の朱徳（1930年代）。

朱 徳（しゅ とく、簡体字：朱 德、繁体字：朱 德、英語：Zhu De（ヂュー・ドゥー）、1886年12月1日 - 1976年7月6日）は、中華人民共和国の政治家、軍人。原名は朱 代珍、朱 建徳、字は玉階。中国共産党入党以来軍事部門を指導し、中国人民解放軍の「建軍の父」と評される。1949年10月1日の中華人民共和国建国後は元帥の首席に列せられ、国家副主席、中国共産党中央委員会副主席、全国人民代表大会常務委員会委員長（国会議長に相当）などの要職を歴任した。
なお晩年の1975年1月の憲法改正により、国家主席が廃止され、全人代常務委員会が国家元首の権能を果たすようになったので、1976年に死去するまでの短期間だが、朱徳が中華人民共和国の国家元首格（在任：1975年1月17日 - 1976年7月6日）だった。

## 生涯

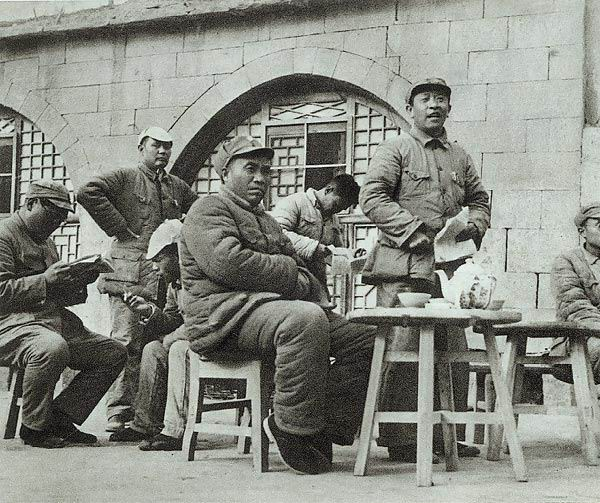
延安での朱徳（中央正面の人物。1940年10月頃）。

1886年12月1日に現在の四川省南充市儀隴県にて誕生した。生家は客家の小作農であり、貧農であった。しかし、伯父の朱世林は才気煥発なこの甥を可愛がり、5歳で山菜取りをしなければ生活できない環境の朱徳に教育の機会を与える。これが、朱徳の人生に大きな影響を与える事となった。
成都の高等師範学校を卒業し、体育教官となった。この頃には、地下結社である哥老会にも加わっている。1909年、雲南省に創設された軍事学校である雲南陸軍講武堂に入学し、60年以上に及ぶ軍歴が始まる。また、この年に孫文が率いる中国同盟会（後の国民党）に参加している。翌年、新軍の少尉に任官。1911年に蔡鍔将軍の下で辛亥革命に参加し、1915年の護国戦争にも参加した。
1921年に安定した生活を保障された国民党（中国国民党）軍を辞した。これは軍務を遂行する傍ら、雑誌「新青年」を愛読したこと、袁世凱政権打倒を進める軍の行動と、革命の進捗に疑問を抱いたことなどが背景であるといわれる。
1922年初めに上海に出た朱徳は孫文に面会し、革命の遂行と成功は軍閥との共闘では実現不可能であり、独自の軍隊組織を持つことの必要性を説いた。軍人としての経験と、革命思想の発露であったろう。また、国民党軍に参加していた経歴も孫文の胸襟を開かせる一助になったことは想像に難くない。
孫文との面談を終えた後、朱徳は中国共産党への入党を申請した。だが、共産党の指導者である李大釗は朱徳が国民党員では無いとは言え、国民党軍で勇名を馳せていたので、朱徳の入党に難色を示した。李大釗は朱徳に対し、引き続き切磋琢磨し、機会を見て再度入党申請を出すように諭した。朱徳は失意の内にドイツに渡り、社会主義理論を学んだ。同年、ドイツで周恩来と出会う。さすがにその場での入党はかなわなかったが、翌1923年、周恩来の口添えで入党が許可された。なお、中国共産党史の扱いでは1922年に李大釗に入党申請した時点で共産党員となったことになっている。
ドイツ留学中に2度労働運動に参加し、2回目の労働運動で官憲に捕縛された朱徳は放校となってしまった。そのため1925年にドイツからソ連に移動し、モスクワ中山大学で軍事を学ぶ。この中で、朱徳は当時の軍閥が割拠する中国には地方利権保護的な資本主義や、軍閥を支える地方のプチブルを生む土壌となった私有財産制を制限する社会主義革命が必要であること、しかしそのためには軍閥を打倒する戦闘行為を避けて通れないこと、社会主義化を支えるのは共産党であるが、非合法で地下組織の状態ではゲリラ戦が有効であることなどを導き出したと思われる。ソ連留学中に教官に提出したゲリラ戦に関するレポートは緻密なものであり、軍人朱徳の真骨頂であったと言う。
1927年8月1日、南昌蜂起を指導。蜂起自体は失敗に終わったが、その後、共産党の軍事組織紅軍の主要な指導者の一人となり、1928年には紅軍第四軍の軍長を務める。朱徳はこの頃、井崗山で毛沢東と共に後の八路軍に通じる基本戦略を打ち立てた。それは、「敵が進めば我は退き、敵が休めば我は撹乱し、敵が疲れたら我は打ち、敵が退けば我は進む」という言葉（いわゆる十六字訣）に象徴される徹底したゲリラ戦術であった。
長征においても、朱徳は張国燾らとともに別働隊を指揮するなどの重要な役割を果たした。一方で張国燾は北進に反対して指揮権を奪い、朱徳も張国燾と行動を共にすることを余儀なくされた。1936年10月、ようやく甘粛省にて党中央と合流を果たした。
1937年、日中戦争が始まり第二次国共合作が成立すると、朱徳は国民政府より国民革命軍上将（大将）の階級を授与され、八路軍総司令に就任する。その後、国共内戦では中国人民解放軍総司令を務めた。
1949年10月、中華人民共和国が建国されると、朱徳も中央人民政府副主席兼人民革命軍事委員会副主席に選出される。人民解放軍総司令の地位はそのままであった。1954年9月、憲法制定にともない国家機構が再編されると、国家副主席兼国防委員会副主席に就任する。なお、人民解放軍総司令の職はこのとき廃止されている。1955年、朱徳は中華人民共和国元帥の階級を授与され、十大元帥の首席となる。1959年4月、毛沢東が国家主席を辞任して劉少奇が後継の主席となると、朱徳も劉少奇の後任として全国人民代表大会常務委員長に転出された。
党務の面においては、1945年に中央政治局委員・中央書記処（現在の中央政治局常務委員会）書記に選出、1956年の第8期党中央委員会第1回全体会議（第8期1中全会）では中央政治局常務委員に選出され、中央委員会副主席に就任。毛沢東・劉少奇・周恩来らとともに党の最高首脳に列したが、朱徳だけは政治的に目立った指導力を発揮しなかった。
しかし文化大革命が始まると、朱徳は1966年8月の第8期11中全会で党副主席の職を解かれた。全人代常務委員長・政治局常務委員には残留したものの、序列も第4位から第9位に降格された。さらに翌年には、文革を進める林彪・江青らによって「大軍閥」と攻撃され、1969年の第9期1中全会で政治局委員に降格させられた。林彪墜死後の1973年、政治局常務委員に復帰した。

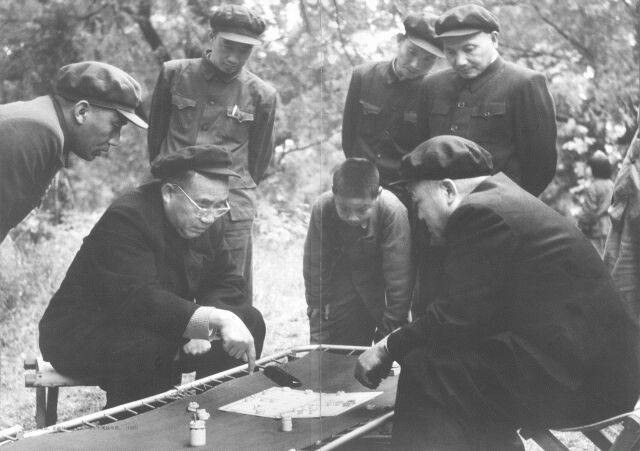
鄧小平（右端立っている人物）が見守る中、彭徳懐（右端後ろ向き）と将棋を指す（北京にて。1953年撮影）。

1975年1月、朱徳は国家主席制の廃止にともない、全人代常務委員長として国家元首格となった。朱徳は1976年7月6日、北京において89歳でその生涯を閉じた。
朱徳は毛沢東とは同じく農村の出身であり、肝胆相照らす仲として、毛沢東と刎頸の交わりを結んだ。「毛朱」或いは「朱毛」と並び称され、敵の多い毛沢東にあって、終生変わらぬ友情を保った。
中国共産党の革命聖地とされている江西省の井岡山革命博物館中庭に、毛沢東と並んだ像が建っており、毛沢東の書で「勝利的起点」の石彫りが添えられている。
かつて人民元の100元紙幣に毛沢東・劉少奇・周恩来と並んで朱徳の肖像が描かれていた。

### 年譜
- 1886年12月1日　四川省儀隴にて出生
- 1892年　私塾入学
- 1906年　四川省南充県高級小学堂入学
- 1907年　四川高等教学堂付属体育学堂編入
- 1908年　四川省儀隴県立学堂体育教官及び庶務係
- 1909年　雲南陸軍講武堂歩兵科入学
- 1910年　新軍の少尉に任官
- 1911年　辛亥革命に参加
- 1915年　護国戦争に参加
- 1916年　軍長に昇進
- 1917年　旅団長に昇進
- 1922年　中国共産党入党（実際は1923年）
- 1922年 - 1926年　ドイツ・ソ連留学
- 1927年8月　南昌蜂起に参加
- 1928年1月　湘南蜂起に参加
- 1928年　中国工農紅軍第四軍軍長に就任
- 1931年 - 1935年　中華ソビエト共和国中央革命軍事委員会主席
- 1935年 - 1937年　中華ソビエト共和国中央革命軍事委員会副主席
- 1937年　八路軍総司令に就任
- 1937年 - 1945年　中国共産党中央革命軍事委員会副主席
- 1945年 - 1949年　中国共産党中央軍事委員会副主席
- 1946年 - 1954年　中国人民解放軍総司令
- 1949年 - 1954年　中華人民共和国中央人民政府委員会副主席兼人民革命軍事委員会副主席
- 1954年 - 1959年　中華人民共和国副主席兼国防委員会副主席
- 1954年 - 1969年　中国共産党中央軍事委員会委員（1959年より常務委員）[注釈 2]
- 1955年　中華人民共和国元帥
- 1956年 - 1966年　中国共産党中央委員会副主席
- 1959年 - 1976年　全国人民代表大会常務委員会委員長
- 1976年7月6日　北京にて死去